# This is Your Day
O This is Your Day (Este é o Seu Dia, em tradução livre para o português) é um programa de televisão religioso norte-americano apresentado pelo Pastor Benny Hinn e pertencente a Benny Hinn Ministries (Ministérios Benny Hinn). O programa é transmitido muitas vezes na semana nos Estados Unidos e em mais de 190 nações pelas emissoras: Trinity Broadcasting Network, Daystar Television Network, Revelation TV, Grace TV, VisionTV, INSP Networks, The God Channel e por várias afiliadas locais e operadoras nacionais de TV a cabo para um número estimado de quatro milhões de fiéis. Novas estações de TV, redes de TV a cabo e links de satélite estão sendo acrescentados continuamente.
No Brasil, o This is Your Day pode ser visto em português na Rede Super, aos domingos de manhã, das 9:30 às 10:00h e pela Rede Boas Novas, aos sábados de manhã, das 9:00 às 9:30h.
A atração que se transformou em um dos programas cristãos mais assistidos ao redor do mundo estreou em 1990 e possui uma duração média de trinta minutos.

## Sinopse
Durante o programa, Hinn e seus auxiliares leem versículos bíblicos, abrem cartas, oram e depois exibem alguns momentos das Cruzadas de Milagres. Hinn e a equipe de This is Your Day frequentemente viajam o mundo e grande parte do tempo de seu programa é dispensado para suas cruzadas. Em algumas ocasiões, próximo ao fim do programa, o pregador anuncia vários produtos do próprio ministério como livros, CDs, fitas de áudio, filmes, esculturas simbólicas, bem como outros símbolos da fé; todos com seus devidos preços. Antes de fazer a oração, ele apresenta curas que ocorrem no público presente no estúdio. O pastor costuma concluir convidando os espectadores a reconhecer Jesus como seu salvador pessoal.

## Controvérsias
O programa gerou controvérsias devido ao ceticismo generalizado sobre os casos de cura pela fé exibidos no programa de Hinn. Programas investigativos norte-americanos como Inside Edition, Dateline NBC e The Fifth Estate afirmam que Hinn utiliza o poder da sugestão para fazer os participantes das cruzadas desmaiarem no palco e acreditarem que estão curados.